# Ciro Gómez Leyva
Ciro Gómez Leyva (Cidade do México, 10 de outubro de 1957) é um âncora de notícias mexicano. Ele apresenta o noticiário principal da Imagen Televisión e um programa de rádio matinal, Ciro por la Mañana, para a Radio Fórmula. Gómez Leyva também escreveu para jornais e administrou estações de rádio e televisão, incluindo o Sistema de Radio y Televisión Mexiquense e Milenio Televisión.

## Vida
Gómez estudou comunicação na Universidad Iberoamericana e fez mestrado em sociologia pela Universidad Nacional Autónoma de México. Na década de 1980, ajudou a fundar o Sistema de Radio y Televisión Mexiquense, com suas estações de rádio e televisão servindo ao estado do México; também teve breves passagens como editor na Expansión e como repórter especial dos jornais El Financiero e Reforma.
No final dos anos 1990 e no início dos anos 2000, Gómez trabalhou para o CNI Canal 40, uma estação de televisão voltada para notícias na Cidade do México. Ele foi o apresentador do noticiário principal da estação ao lado de Denise Maerker, que seria âncora do noticiário principal da Televisa em 2016 e se tornaria concorrente direto de Gómez Leyva. Nessa época, em 1999, Gómez Leyva começou a escrever uma coluna semanal para o jornal Milenio, intitulada "La historia en breve", que quatro anos depois se tornou uma coluna diária. A CNI encerrou suas atividades em maio de 2005 como resultado de uma greve dos trabalhadores.
Em 2006, após o fechamento da CNI, Gómez foi palestrante do Tercer Grado, um noticiário e talk show político da Televisa e, em 2008, ingressou na Milenio Televisión, ajudando no lançamento da rede e ancorando seu noticiário às 22 horas. Ele permaneceu na Milenio TV exatamente cinco anos e, em seguida, deixou o Tercer Grado em 2014.
Em janeiro de 2015, após dezesseis anos, Gómez Leyva mudou suas colunas de Milenio para El Universal, onde continuou a escrever até julho de 2016.
Em 2016, Gómez Leyva foi uma das primeiras contratações da nova rede nacional Imagen Televisión, escolhida para ancorar o noticiário tardio carro-chefe da rede.